# Долнени (община)
Община Долнени (мак. Општина Долнени) — община в Північній Македонії. Адміністративний центр — село Долнени. Розташована ближче до центру Македонії, Пелагонійський статистично-економічний регіон, з населенням 13 568 мешканців, які проживають на площі — 412,43 км².